# Merceriseren

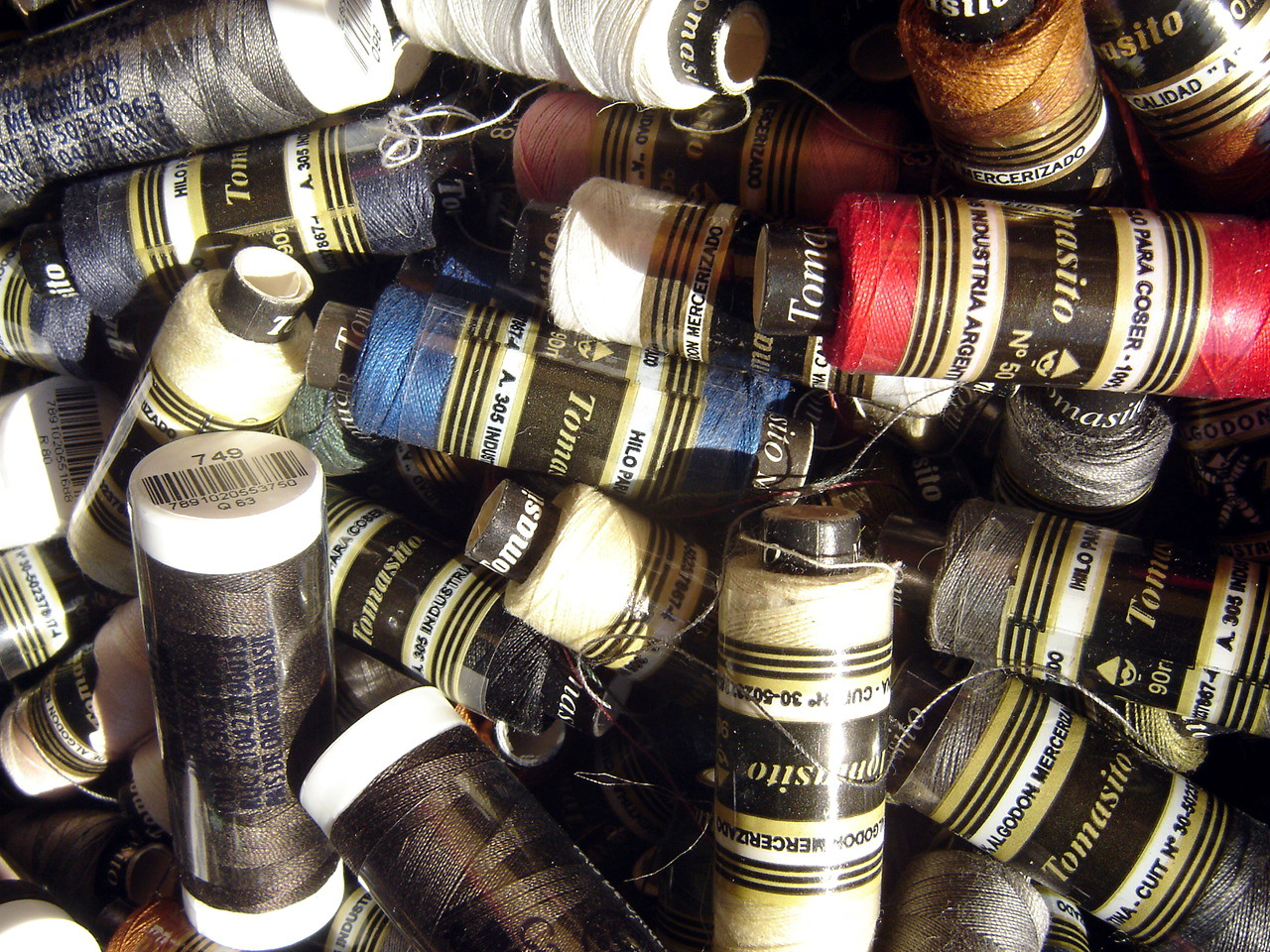
Gemerceriseerde garens.

Merceriseren is een vorm voor textielveredeling, toegepast op katoenen garens of weefsels. Het wordt vooral gebruikt om katoen meer glans te geven.

## Geschiedenis
De grondslag voor het proces van merceriseren werd in 1844 door de Engelse chemicus John Mercer gelegd. Bij het filteren van natriumhydroxide door een katoenen doek had hij bemerkt dat het weefsel was opgezwollen en duidelijk andere eigenschappen had gekregen. De Engelse chemicus Horace Arthur Lowe gebruikte het vanaf 1889 om de glans te verhogen, maar boekte hiermee weinig succes. Het merceriseren werd in 1895 voor het eerst industrieel toegepast door Thomas & Prevost in Krefeld.

## Techniek en gebruik
Na het zengen, reinigen en eventueel bleken wordt het katoen onder trekspanning blootgesteld aan een geconcentreerde natriumhydroxideoplossing. De vezels zwellen op, de dwarsdoorsnede van de vezel verandert van niervormig naar rond, de twist verdwijnt grotendeels en de lengte van de vezels wordt tot 25% verminderd. Deze structurele veranderingen leiden tot:
- Hogere glans
- Groter verfopnemend vermogen
- Grotere sterkte
- Betere maatvastheid

De eigenschappen kunnen beïnvloed worden door warme of koude toepassing, droog-in-nat of nat-in-nat methode, rol- of vacuümimpregnatie, trekspanning, inwerkingstijd en concentratie van de oplossing.
Merceriseren verhoogt de kwaliteit van katoen, maar is zeer duur. Niet alle katoensoorten zijn voor merceriseren geschikt, wel bijvoorbeeld de Egyptische mako katoen, die een langere stapellengte heeft.
Gemerceriseerd katoen wordt ander andere gebruikt voor borduurgarens (fil d’écosse), satinetten, zephirs, popeline en katoenen damasten.